# Projection privée
Projection privée is een Franse dramafilm uit 1973 onder regie van François Leterrier.

## Verhaal
Regisseur Denis Mallet gaat een film maken over een tragische episode in zijn leven toen hij zijn vriendin Marthe verliet voor een jongere vrouw en zij zich verdronk. Denis vraagt actrice Eva om de rol van Marthe te spelen, die hiermee instemt maar het niet eens is met het einde van de film waarin zij zich zou moeten verdrinken. Denis' huidige vriendin Camille vreest dat de geschiedenis zich gaat herhalen met de actrice die haar rol gaat spelen in de film. Zij weet ook dat de werkelijkheid anders is dan hij denkt en in zijn scenario heeft beschreven.

## Rolverdeling
| Acteur              | Personage     |
| ------------------- | ------------- |
| Françoise Fabian    | Marthe / Eva  |
| Jean-Luc Bideau     | Denis Mallet  |
| Jane Birkin         | Kate / Hélène |
| Bulle Ogier         | Camille       |
| Jacques Weber       | Philipe       |
| Barbara Laage       | Madeleine     |
| Jean-François Gobbi | Samy          |
| Sabine Glaser       | Sonia         |